# Долинске
 Тази статия е за селото в Ананивски район, Украйна.  За селото в Ренийски район вижте Долинске (Ренийски район).  
Долинске (на украински: Долинське) е село в Южна Украйна, Подилски район на Одеска област. Основано е през 1945 година. Населението му е около 4036 души.